# The Importance of Being Earnest

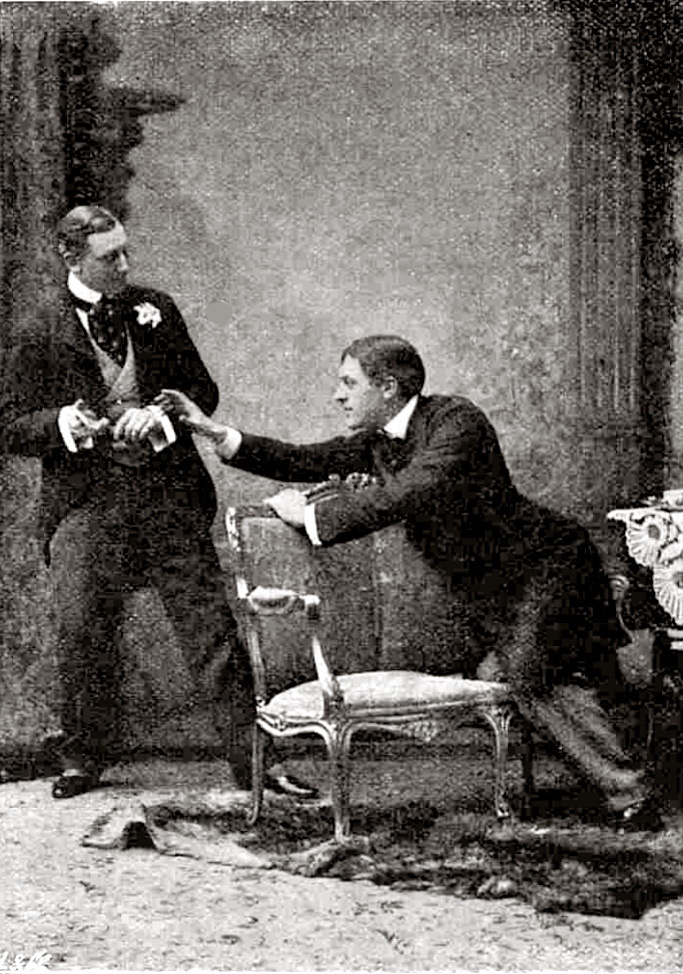
Foto van de eerste voorstelling uit 1895: Algernon Moncrieff (links) wil Jack Worthings sigarettenkoker pas teruggeven als Jack de inscriptie in de koker verklaard heeft

The Importance of Being Earnest (Nederlandse titel: Het belang van Ernst of Het belang om Ernst te zijn) is een komedie van de Ierse schrijver Oscar Wilde.
Het stuk werd voor het eerst opgevoerd in het St James's Theatre in Londen in februari 1895. Het was de opvolger van drie eerdere 'sociale komedies', te weten Lady Windermere's Fan, A Woman of No Importance en An Ideal Husband die zich alle afspelen in de Engelse society-kringen. Het was ook het laatste toneelstuk dat Wilde zou schrijven, en het wordt beschouwd als zijn beste dramawerk.
Het verhaal draait om twee jonge mannen, Jack en Algernon, en hoe zij het geluk vinden bij Gwendolen en Cecily. Belangrijker dan de plot is de karaktertekening, vooral die van Lady Bracknell (Gwendolens moeder) en van Miss Prism en Canon Chasuble.
Het verhaal heeft een slim uitgewerkt slot, met bijzonder grappige ontmoetingen en geestige dialogen. Het stuk is zeer kunstmatig van opzet en behoort tot de beste Engelstalige komedies.

## Het verhaal
Algernon Moncrieff, een rijke jonge Londenaar, doet alsof hij een vriend heeft, genaamd Bunbury, die buiten de stad woont en een zwakke gezondheid heeft. Algernon gebruikt deze zogenaamde vriend als excuus om aan vervelende sociale verplichtingen te ontsnappen, of om er eens een weekend tussenuit te kunnen. Op deze manier weet hij de indruk te wekken van grote genegenheid voor een goede vriend, en heeft tegelijkertijd een goede smoes om de stad te verlaten. Deze truc noemt hij 'Bunburying'.
Algernons beste vriend Jack Worthing doet ongeveer hetzelfde. Hij woont buiten de stad, maar brengt regelmatig bezoeken aan Londen. Deze vriend heet Ernest (Ernst), tenminste, voor zover Algernon weet.
Deze 'Ernest' onthult dat zijn bezoeken aan de stad ook vallen onder de term 'Bunburying'.
Buiten de stad gebruikt deze 'Ernest' zijn echte naam, Jack. Hij doet daar alsof hij een ontspoorde broer heeft in Londen. Als Jack in de stad is neemt hij de naam Ernest aan en vertelt aan iedereen dat hij een broer Jack heeft die op het platteland woont.
Jack wil trouwen met Gwendolen, Algernons nicht, maar stuit daarbij op verschillende moeilijkheden.
In de eerste plaats lijkt Gwendolen alleen tot hem aangetrokken omdat hij Ernest heet, wat zij de mooiste naam ter wereld vindt. In de tweede plaats is Gwendolens moeder de schrikwekkende Lady Bracknell. Lady Bracknell gruwt ervan als zij verneemt dat Jack een vondeling is, die werd aangetroffen in een tas op een treinstation.
Algernon komt op het idee om Jack op te zoeken op het platteland en te doen alsof hij diens mysterieuze broer Ernest is. Jack heeft, zonder dat Algernon het weet, besloten niet langer aan 'Bunburying' te doen, en heeft bekendgemaakt dat zijn zogenaamde broer Ernest dood is.
Dan volgt een serie komische misverstanden als Algernon in de persoon van 'Ernest' op bezoek gaat. Hij is immers dood, voor zover de anderen weten, en Jack verschijnt dan ook in rouwkleding.
Daar ontmoet hij Cecily, die onder Jacks voogdij staat en die gelooft dat zij verliefd is op Ernest, de niet-bestaande broer die zij nooit heeft ontmoet.